# Boukman Dutty
Boukman Dutty (overleden november 1791) was een Mawon (ontsnapte slaaf) en houngan (vodoupriester) die een rol speelde bij het uitbreken van de Haïtiaanse Revolutie. Op 21 augustus 1791 leidde hij een vodoubijeenkomst in het woud Bois Caïman in de toenmalige Franse kolonie Saint-Domingue. Hierin riep hij de slaven op om in opstand te komen tegen hun overheersers. Deze gebeurtenis luidde de onafhankelijkheidsstrijd van Haïti in, waarvan Dutty zelf een van de vroege leiders was.

## Afkomst
Boukman Dutty was een slaaf die zichzelf had leren lezen en schrijven. Volgens sommige wetenschappers betekent zijn voornaam 'man van het boek', waarmee dan de koran zou zijn bedoeld. Hij was op het eiland Jamaica werkzaam als commandeur (slavendrijver) en later als koetsier. Omdat hij had geprobeerd andere slaven te leren lezen was hij door zijn Britse eigenaar verkocht aan een plantage op het Franse Saint-Domingue. Hij wordt beschreven als iemand met een groot gestalte, een krijgerachtig uiterlijk en indrukwekkende emotionele uitbarstingen. Deze eigenschappen maakten hem tot een effectieve leidersfiguur.

## Vergadering in de Mezyplantage
Er waren al eerdere pogingen geweest om in Saint-Domingue een slavenopstand te ontketenen, bijvoorbeeld door Padre Jean in 1676 en door François Mackandal in 1757. Deze slaagden echter niet. Op zondag 14 augustus 1791 werd een vergadering belegd op de Mezyplantage en door de 200 aanwezigen tot de opstand besloten. Volgens de Haïtiaanse historicus Celigny Ardouin was Toussaint Louverture de belangrijkste organisator van deze vergadering. Hij koos echter zijn naaste medewerkers Jean-François Papillon, Georges Biassou en Boukman Dutty als leiders van de eerste fase van de opstand. Het belang van deze bijeenkomst is naderhand gebleken door verklaringen die gevangengenomen opstandelingen onder marteling hierover hebben afgelegd. De Fransman Antoine Dalmas, die bij sommige verhoren aanwezig was als 'medisch onderzoeker', heeft hiervan verslag gedaan.

## Vodouceremonie in het Bois Caïman
Een week later, op 14 augustus 1791, leidde Boukman Dutty als houngan samen met de priesteres Cécile Fatiman de vodouceremonie in het Bois Caïman. Boukman voorspelde daar dat de slaven Jean-François, Biassou, en Jeannot een verzetsbeweging zouden leiden die een opstand ontketende waardoor de slaven van Saint-Domingue hun vrijheid zouden verkrijgen. Er werd een varken geofferd en een eed afgelegd. Bloed van het dier, volgens sommigen vermengd met menselijk bloed, werd door de aanwezigen gedronken om hiermee deze afspraak te bezegelen. Boukman en de priesteres spoorden de aanwezigen aan om wraak te nemen op de Franse overheersers en hun God.

## Gevolgen
Een week na de bijeenkomst waren 1800 Franse plantages verwoest en 1.000 slavenhouders gedood. In november, een paar maanden na het begin van de opstand, werd Dutty door de Fransen gevangengenomen en gedood. Zijn hoofd werd publiekelijk tentoongesteld in een poging om het aura van onoverwinnelijkheid dat hem en zijn volgers omgaf te ondergraven.
Volgens Markel Thylefors, onderzoeker aan de Universiteit van Göteborg, is de Bois Caïman-ceremonie belangrijk gebleken voor de vorming van de Haïtiaanse nationale identiteit en voor het ontstaan van Haïti als land. Door verschillende christelijke bronnen is de ceremonie door de jaren heen gekenmerkt als een 'verbond met de duivel' dat de aanleiding vormde tot de Haïtiaanse Revolutie.

## Nagedachtenis
- De Haïtianen eerden Boukman door hem in het pantheon van loa (gidsende geesten) op te nemen.
- Het verhaal van Boukman wordt in de fictie onder meer verteld in de volgende romans 
  - Babouk, een linkse en antikapitalistische parabel over de Haïtiaanse Revolutie van de Amerikaanse communistische schrijver Guy Endore.
  - Ook in Lance Horners boek The Black Sun ("De Zwarte Zon"), wordt de Boukman-opstand beschreven (zijn naam wordt hier als "Bouckmann" gespeld).
  - In Antillen[10] , van James A. Michener,  komt het verhaal van de Boukman-opstand voor (Hoofdstuk X. Het geteisterde land)
- De muziekband Boukman Eksperyans is naar de slavenleider genoemd.

## Robertson
Na de aardbeving van 2010 in Haïti beweerde de bekende Amerikaanse christelijke radio-en tv-persoonlijkheid Pat Robertson dat het land sinds het eind van de 18e eeuw de ene straf van God na de andere had moeten ondergaan. Als reden hiervoor verwees hij naar de Bois Caïman-ceremonie waarbij de Haïtianen volgens hem indertijd onder leiding van Boukman Dutty een 'verbond met de duivel' hadden gesloten. Dit werd daarna bekritiseerd door onder meer Rich Buehler, een deskundige op het gebied van hedendaagse legendes, die vond dat Robertsons verklaring op verschillende historische punten onjuist was en het vooroordeel in stand hield dat voodoo satanisch van aard is. Ook verschillende protestantse en evangelisch-christelijke woordvoerders bestempelden Robertsons opmerkingen als misleidend, ontijdig en gevoelloos.